# Інноваційна активність
Інноваційна активність — відмінна особливість динамічної реалізації сукупності цілеспрямованих процесів, що за рахунок упровадження інноваційних перетворень з урахуванням взаємодії факторів зовнішнього і внутрішнього середовищ забезпечують підприємству певні конкурентні переваги. Тобто це комплексна характеристика інноваційної діяльності в динаміці.
За своєю сутністю інноваційний розвиток підприємства належить до циклічних процесів. Наприкінці кожного циклу перехід на якісно новий рівень розвитку забезпечується синтезом еволюційних і революційних перетворень. Інноваційна активність також піддана циклічним коливанням. Відповідно до різних фаз циклу інноваційного розвитку (спад, депресія, зростання) періодично відбувається зміна рівня активності.
Інноваційна активність має вплив з боку чинників, які існують в середині підприємства (ендогенні чинники), які також мають назви чинників внутрішнього середовища, та чинників, які існують поза підприємством (екзогенних чинники), які також мають назви чинників зовнішнього середовища.
До основних факторів інноваційної активності належать:
1. Зовнішні:
  - стан економіки країни, регіону, галузі;
  - становище постачальників;
  - рівень інфляції;
  - величина ставок банківського проценту;
  - податкова політика;
  - стан фінансово-кредитної системи;
  - інтенсивність науково-технічного прогресу;
  - динаміка законодавчої бази;
  - динаміка міжнародних економічних зв'язків тощо.
2. Внутрішні:
  - виробничі процеси на підприємстві;
  - маркетинг підприємства;
  - фінанси підприємства;
  - інвестиції підприємства;
  - інновації підприємства;
  - персонал підприємства;
  - організація виробництва і його підготовка;
  - організація праці та управління нею.[4]

Також існують показники рівня інноваційної активності підприємств — відносні показники, що характеризують ступінь участі підприємств у здійсненні інноваційної діяльності в цілому чи окремих її видах протягом визначеного періоду часу (у залежності від періодичності статистичного спостереження одного року або трьох-п'яти років). Рівень інноваційної активності підприємств звичайно визначається як відношення кількості інноваційно-активних, тобто зайнятих якими-небудь видами інноваційної діяльності, підприємств до загального числа обстежуваних за визначений період часу підприємств у країні, галузі, регіоні і т. д.